# Клименко, Андрей Сергеевич
Андрей Сергеевич Клименко (4 сентября 1978, Южно-Сахалинск) — российский футболист, защитник, полузащитник. Мастер спорта России. 
Воспитанник КДЮСШ Южно-Сахалинск. Начало карьеры провёл в любительских клубах Сахалина и Дальнего Востока «Автомобилист» Южно-Сахалинск (до 1996), «Портовик» Холмск (1995), «Горняк» Райчихинск (1997—1998), «Спартак» Южно-Сахалинск (1999), «Кристалл» Благовещенск (2000). По данным сайта ФК «Сахалин» в 1994 году провёл шесть игр во второй лиге за «Автомобилист». Играл за клубы второго дивизиона «Амур-Энергия» Благовещенск (2000—2001), «Динамо» Барнаул (2002—2004). С 2005 года — игрок команды первого дивизиона «Урал» Екатеринбург. В 2008 году перешёл в «Металлург-Кузбасс» Новокузнецк, за который в августе — сентябре провёл четыре неполные игры. Команда вылетела во второй дивизион, где провела три сезона; сезон 2012/13 Клименко в составе клуба провёл в первенстве ФНЛ. Профессиональную карьеру завершил в клубах ПФЛ «Сахалин» Южно-Сахалинск (2013/14) и «Динамо» Барнаул (2014/15).